# Żeglarstwo na Letnich Igrzyskach Olimpijskich 1932
Żeglarstwo na Letnich Igrzyskach Olimpijskich 1932 w Los Angeles rozgrywane było w dniach 5–12 sierpnia 1932 roku na wodach poza Port of Los Angeles. W programie znajdowały się cztery konkurencje.

## Medaliści
| Konkurencja    | Złoto | Srebro | Brąz                                                                              |
| Snowbird       | Francja · Jacques Lebrun | Holandia · Adriaan Maas                                                                                          | Hiszpania · Santiago Amat                                                         |
| Star           | Stany Zjednoczone · Jupiter Gilbert Gray · Andrew Libano | Wielka Brytania · Joy Colin Ratsey · Peter Jaffe                                                                 | Szwecja · Swedish Star Gunnar Asther · Daniel Sundén-Cullberg                     |
| Klasa 6 metrów | Szwecja · Bissbi Tore Holm · Martin Hindorff · Olle Åkerlund · Åke Bergqvist | Stany Zjednoczone · Gallant Robert Carlson · Temple Ashbrook · Frederic Conant · Charles Smith · Donald Douglas  | Kanada · Caprice Philip Rogers · Gerald Wilson · Gardner Boultbee · Kenneth Glass |
| Klasa 8 metrów | Stany Zjednoczone · Angelita Owen Churchill · William Cooper · Carl Dorsey · John Biby · Robert Sutton · Pierpont Davis · Alan Morgan · Alphonse Burnand · Thomas Webster · John Huettner · Richard Moore · Kenneth Carey | Kanada · Santa Maria Ronald Maitland · Ernest Cribb · Harry Jones · Peter Gordon · Hubert Wallace · George Gyles |                                                                                   |